# Cruxicheiros
Cruxicheiros (”Korshand”, namngiven efter stenbrottet där de första fossilen hittades), ett släkte köttätande dinosaurier som levde i England, Storbritannien. Dess fossil har påträffats i Warwickshire, där den anses ha levt för cirka 165 milj. år sedan under Yngre Juraperioden. Dess fossil är få och fragmentariska, och det är väldigt oklart vilken familj den kan ha tillhört. Den anses kunna vara antingen den (såvitt man vet) mest primitiva tetanuren, den mest primitiva Spinosauroiden, eller den mest primitiva neotetanuren. Andra dinosaurier som man tror levde samtidigt med Cruxicheiros är bland annat Proceratosaurus, Megalosaurus och Poekilopleuron. 
Fynden efter Cruxicheiros är fåtaliga. Holotypen (kataligiserad som "WARMS G15770"), som är det enda kända fossilet, består av ett fåtal kotor, korpben, revben, ett inkomplett tarmben, en bit av blygdbenet, samt ett inkomplett lårben och ett antal andra, oidentifierade fragment.